# Here Is the News
Singles de Electric Light Orchestra
Twilight
(1981) Rain Is Falling
(1982)
Pistes de Time
The Lights Go Down 21st Century Man
Here Is the News est une chanson d'Electric Light Orchestra tirée de l'album Time, sorti en 1981. Elle constitue également le troisième single tiré de l'album, après Hold on Tight et Twilight, en double face A avec Ticket to the Moon. Ce single s'est classée 24e au Royaume-Uni.
La chaîne néerlandaise VPRO utilise l'introduction de la chanson comme signature musicale pour ses programmes radiophoniques et télévisuels.